# It's a New Day – Let a Man Come In
It's a New Day – Let a Man Come In é o trigésimo terceiro álbum de estúdio do músico americano James Brown. O álbum foi lançado em junho de 1970 pela King Records.

## Faixas
| N.º | Título                                             | Duração |  |
| 1.  | "It's a New Day, Pts. 1 & 2"                       | 5:54    |  |
| 2.  | "Let a Man Come In and Do the Popcorn, Pts. 1 & 2" | 7:10    |  |
| 3.  | "World, Pts. 1 & 2"                                | 6:08    |  |
| 4.  | "Georgia On My Mind"                               | 4:18    |  |
| 5.  | "It's a Man's Man's Man's World"                   | 2:55    |  |
| 6.  | "Give It Up or Turnit a Loose"                     | 2:48    |  |
| 7.  | "If I Ruled the World"                             | 4:04    |  |
| 8.  | "The Man in the Glass, Pt. 1"                      | 2:51    |  |
| 9.  | "I'm Not Demanding, Pt. 1"                         | 2:58    |  |